# Афеворки, Исайяс
Иса́йяс Афеворки́ (тигринья ኢሳይያስ ኣፈወርቂ; род. 2 февраля 1946, Асмэра, Итальянская Эритрея) — эритрейский государственный и политический деятель, первый и единственный президент Эритреи (с 1993), генеральный секретарь Народного фронта освобождения Эритреи, возглавлял борьбу за независимость Эритреи от Эфиопии.

## Биография
Исайяс Афеворки родился 2 февраля 1946 года в Асмэре, вырос в городском районе Аба-Шиаул, где в основном проживают христиане. По этнической принадлежности — тиграи, которые составляют свыше 55 % населения современной Эритреи. Родной язык — тигринья. Получил образование в престижной средней школе Принца Маконнена.
В начале 1960-х годов примкнул к националистическому и сепаратистскому эритрейскому студенческому движению, выступающую за независимость Эритреи от Эфиопской империи, а также за защиту и развитие народа тиграи. В 1965 году Исайяс Афеворки поступил в инженерный колледж Эфиопского университета имени Хайле Селассие (сейчас Аддис-Абебский университет) в Аддис-Абебе — в столице Эфиопской империи. Спустя год, в 1966 году он бросил учёбу и в 1967 году вступил в ультралевый и националистический Фронт освобождения Эритреи (ФОЭ), который выступал за независимость Эритреи, за соблюдение прав коренного населения Эритреи. В 1968 году был отправлен Фронтом освобождения Эритреи в Китайскую Народную Республику для прохождения военной подготовки и обучения военной науке, так как эритрейским сепаратистам оказывали особенно большую помощь китайские коммунисты.
После возвращения в Эритрею Исайяс Афеворки с 1968 по 1970 год являлся политическим комиссаром и заместителем командира дивизиона военного крыла Фронта освобождения Эритреи. В 1970 году он одновременно возглавлял один из повстанческих отрядов фронта. В том же году он стал одним из основателей Народного фронта освобождения Эритреи (НФОЭ), который был создан группой бывших членов Фронта освобождения Эритреи, отколовшихся от него по идеологическим и религиозным соображениям. В рядах НФОЭ большинство являлись христианами, тогда как ФОЭ был преимущественно мусульманским. НФОЭ также отличался более умеренной левой идеологией.
С 1977 оказывал помощь пришедшему к власти в стране соратнику по революционной борьбе полковнику Менгисту Хайле Мариаму. В 1987 году он был избран генеральным секретарём НФОЭ. Возглавлял вооружённую борьбу за независимость Эритреи от Эфиопии против правительственных сил Хайле Селассие, а затем Менгисту Хайле Мариама.
В 1991 году после свержения Менгисту Эритрея фактически получила независимость. 29 мая 1991 года Афеворки объявил о создании Временного правительства в Эритрее.

### Президент Эритреи
23—25 апреля 1993 года на территории Эритреи прошёл референдум о независимости Эритреи, в результате которого 99,83 % проголосовавших высказались за независимость от Эфиопии. По итогам того же референдума Афеворки стал главой нового государства. 24 мая Исайяс Афеворки был избран первым президентом независимой Эритреи. Вскоре была избрана конституционная ассамблея, принявшая в 1997 году конституцию страны, но до сих пор выполняющая функции парламента. В том же году Афеворки отменил президентские выборы, а в 2001 году он практически запретил национальную прессу.
Заседания Национальной ассамблеи не проводились с 2002 года, а большинство парламентариев либо находятся в тюремном заключении, либо покинули страну. Президент Исайяс Афеворки в настоящее время осуществляет как законодательную, так и исполнительную функции. В стране не проводятся выборы. В июне 2015 года Организация Объединённых Наций обвинила Афеворки в нарушениях прав человека, заявив, что он «воздействует на людей с помощью грубейших нарушений, которые могут быть приравнены к преступлениям против человечности». Организация «Международная амнистия» считает, что правительство президента Исайяса Афеворки посадило в тюрьму по крайней мере 10 000 политических заключенных. Организация также утверждает, что в стране широко распространены пытки. Под властью Афеворки Эритрея превратилась в одного из крупнейших на мировом рынке посредника в торговле оружием.

#### Эфиопо-эритрейская война
Первоначально дружественные отношения с новым эфиопским правительством Мелеса Зенауи были нарушены в 1998 году, и между странами началась кровопролитная война, продолжавшаяся до 2000 года.
В мае 1998 года эритрейские войска заняли один из трёх спорных пограничных участков — Бадме. В феврале 1999 года эфиопские войска перешли в контрнаступление и отвоевали Бадме, а в результате нового наступления в мае 2000 года вышли на стратегически важную дорогу, ведущую к эритрейской столице Асмэре. 12 декабря 2000 года Афеворки и Зенауи при участии ООН подписали в Алжире мирный договор.

##### Правление Эритреей
Эритрея считается самой закрытой страной для прессы. В статистике Reporters Without Borders Эритрея заняла 180-е место из 180. В этом часто обвиняют президента.
Хотя он критиковал других лидеров во время саммита Африканского Единства в Каире в 1993 году за то, что они слишком долго оставались у власти, и отвергал культ личности, его бывший товарищ Андебран Вельде Гиоргис говорит, что Исайяc продолжал персонифицировать власть, и «персонализировав власть, он злоупотребил ею по максимуму».

## Личная жизнь
Исайяс Афеворки — прихожанин Эритрейской православной церкви, которой после обретения независимости Эритреи государством уделяется большое внимание. С 1981 года женат на Сабе Хайле, с которой познакомился в том же году в городке Накфа во время очередной военной переброски. Саба Хайле по национальности является амхара. Амхара — вторая по численности этническая группа в Эфиопии и, несмотря на свою этническую принадлежность, она также являлась активным членом эритрейских сепаратистов. У пары трое детей: сыновья Абрахам (1985) и Берхан (1996), и дочь Эльза (1994). Исайяс Афеворки увлекается охотой, любит проводить время на своей яхте на Красном море, а также является коллекционером автомобилей и антиквариата.

## Критика
В июне 2015 года комиссия ООН обвинила Исайяса в том, что он возглавляет тоталитарное правительство, ответственное за систематические нарушения прав человека, которые могут быть приравнены к преступлениям против человечности. «Amnesty International» считает, что правительство президента Исайяса Афеворки заключило в тюрьму не менее 10 000 политических заключённых. Amnesty также заявляет, что широко распространены пытки — в целях наказания, допроса и принуждения.
Режим Афеворки также обвиняется в поддержке радикальных исламистских группировок в Сомали и антиправительственных сил в других странах региона (в связи с этим в 2009 г. на Эритрею были наложены международные санкции, в 2011 г. они были ужесточены).